# USS Gatling (DD-671)
USS Gatling (DD-671) là một tàu khu trục lớp Fletcher được Hải quân Hoa Kỳ chế tạo trong Chiến tranh Thế giới thứ hai. Nó là chiếc tàu chiến duy nhất của Hải quân Mỹ được đặt theo Richard Jordan Gatling (1818-1903), người phát minh ra súng Gatling. Nó đã hoạt động cho đến hết Thế Chiến II, ngừng hoạt động một thời gian ngắn rồi lại tiếp tục phục vụ trong Chiến tranh Triều Tiên cho đến khi xuất biên chế năm 1960 và bị tháo dỡ năm 1977. Nó được tặng thưởng tám Ngôi sao Chiến trận do thành tích phục vụ trong Thế Chiến II, và thêm một Ngôi sao Chiến trận nữa trong Chiến tranh Triều Tiên.

## Thiết kế và chế tạo
Gatling được đặt lườn tại xưởng tàu của hãng Federal Shipbuilding and Drydock Company ở Kearny, New Jersey vào ngày 3 tháng 3 năm 1943. Nó được hạ thủy vào ngày 20 tháng 6 năm 1943; được đỡ đầu bởi bà John W. Gatling, phu nhân cháu nội của nhà phát minh Gatling; và nhập biên chế vào ngày 19 tháng 8 năm 1943 tại Xưởng hải quân New York dưới quyền chỉ huy của Thiếu tá Hải quân Alvin H. Richardson.

## Lịch sử hoạt động

### Thế Chiến II

#### 1943
Sau khi hoàn tất chạy thử máy tại vùng biển Bermuda và được cải biến tại New York vào đầu tháng 11 năm 1943, Gatling đi đến Norfolk, Virginia để hoạt động huấn luyện cho thủy thủ đoàn những tàu khu trục còn đang được chế tạo. Vào ngày 19 tháng 11, nó đi đến Trinidad, Tây Ấn để hộ tống cho tàu sân bay hạng nhẹ Langley (CVL-27) đi Norfolk, rồi lên đường từ đây vào ngày 3 tháng 12, hộ tống cho tàu sân bay Intrepid trong hành trình băng qua kênh đào Panama để đi San Francisco, California, đến nơi vào ngày 22 tháng 12. Nó lên đường đi Trân Châu Cảng ngay ngày hôm sau.

#### 1944
Gatling khởi hành vào ngày 16 tháng 1 năm 1944 để tham gia Lực lượng Đặc nhiệm 58, lực lượng tàu sân bay nhanh trực thuộc Đệ Tam hạm đội, để hỗ trợ cho cuộc đổ bộ chiếm đóng quần đảo Marshall. Nó sau đó liên tục hoạt động cùng lực lượng đặc nhiệm tàu sân bay trong các cuộc tấn công xuống các căn cứ tiền phương của Đế quốc Nhật Bản.
Lực lượng mở màn cuộc không kích xuống Truk vào tháng 2, nơi Gatling hỗ trợ hỏa lực cho cuộc tấn công; rồi tiếp tục bảo vệ cho các tàu sân bay trong cuộc không kích xuống quần đảo Mariana vài ngày sau đó. Sang tháng 3, nó tham gia cuộc Đố bộ lên Emirau, tiếp nối bằng cuộc không kích xuống quần đảo Palau vào đầu tháng 4. Chiếc tàu khu trục đi về phía Nam để tấn công Hollandia, Wakde, Sawar và Same, New Guinea, nhằm hỗ trợ cho cuộc đổ bộ của Lục quân lên Aitape, vịnh Tanahmerah và vịnh Humboldt từ ngày 21 đến ngày 26 tháng 4. Trong các hoạt động này, con tàu đã làm nhiệm vụ cột mốc radar canh phòng và dẫn đường máy bay chiến đấu. Sau một đợt không kích khác lên Truk vào cuối tháng 4, nó hỗ trợ cho cuộc đổ bộ lên quần đảo Mariana từ ngày 10 tháng 6 đến ngày 5 tháng 7. Trong khuôn khổ Trận chiến biển Philippine trong các ngày 19, 20 tháng 6, Gatling được ghi công đã bắn rơi trực tiếp hay gián tiếp sáu máy bay Nhật Bản.
Cuối tháng đó, các tàu sân bay thuộc lực lượng đặc nhiệm lại không kích xuống Palau cũng như bắn phá Yap và Ulithi; và sang đầu tháng 8 đã tấn công quần đảo Bonin. Các mục tiêu tại Philippines được lực lượng đặc nhiệm nhắm đến trong tháng 9. Các cuộc không kích xuống Okinawa được bắt đầu vào ngày 10 tháng 10, tiếp nối bởi các đợt tấn công xuống Đài Loan, Luzon và Visayas từ ngày 11 đến ngày 23 tháng 10. Sau khi một đợt không kích phản công của đối phương đã đánh chìm tàu sân bay hạng nhẹ Princeton (CVL-23) vào ngày 24 tháng 10 trong Trận chiến biển Sibuyan, Gatling đã đi đến trợ giúp và cứu vớt hơn 300 người sống sót từ chiếc tàu sân bay, đưa họ trở về Ulithi trước khi gia nhập trở lại lực lượng đặc nhiệm tàu sân bay cho các cuộc không kích xuống Philippines trong tháng 11 và tháng 12. Sau khi chịu đựng cơn bão Cobra vốn đã đánh chìm ba tàu khu trục, nó đã trợ giúp tìm kiếm những người sống sót, cứu vớt trên 100 người trên biển rồi quay trở về Ulithi vào ngày 25 tháng 12.

#### 1945
Lực lượng đặc nhiệm khởi hành vào ngày 29 tháng 12 để không kích xuống Đài Loan và Luzon trong tháng 1 năm 1945; Đô đốc William Halsey Jr. đưa hạm đội tiến vào Biển Đông vào ngày 10 tháng 1, với hy vọng tìm gặp và tiêu diệt hạm đội Nhật Bản tại đây. Không tìm thấy đối thủ chính, họ tấn công những mục tiêu tại Đông Dương thuộc Pháp và dọc theo bờ biển phía Nam Trung Quốc. Đến giữa tháng 2, các tàu sân bay tung ra đợt không kích xuống đảo Honshū, Nhật Bản, với Tokyo là mục tiêu chính. Gatling nằm trong thành phần canh phòng bố trí cách 30 mi (48 km) về phía trước lực lượng chính, và tiếp cận cách bờ biển Honshū 40 dặm (64 km).
Vào các ngày 19 và 20 tháng 2, trong thành phần Đội khu trục 99, Gatling đã hộ tống thiết giáp hạm North Carolina (BB-55) và tàu tuần dương hạng nặng Indianapolis (CA-35) đi đến Iwo Jima để hỗ trợ binh lính Thủy quân Lục chiến cho trận chiến cam go nhằm chiếm đóng hòn đảo này, vốn cần đến như căn cứ không quân hỗ trợ cho các chiến dịch ném bom chiến lược của máy bay ném bom Boeing B-29 Superfortress xuống chính quốc Nhật Bản. Chiếc tàu khu trục gia nhập trở lại lực lượng tàu sân bay nhanh cho các cuộc không kích tiếp theo xuống Honshū và Okinawa vào cuối tháng 2 và đầu tháng 3, trước khi một mình quay trở lại Iwo Jima, và trong suốt tháng 3 đã bắn phá các khẩu đội pháo Nhật Bản trên bờ hỗ trợ cho cuộc tấn công. Nó đã cứu vớt đội bay một máy bay ném bom B-29 bị buộc phải hạ cánh sớm khi quay về sau một phi vụ ném bom xuống Nagoya.
Vào ngày 29 tháng 3, Gatling rời Iwo Jima hộ tống đoàn tàu vận tải chở binh lính Thủy quân Lục chiến chiến thắng quay trở lại Guam. Sau đó con tàu quay trở về Hoa Kỳ để sửa chữa và đại tu, về đến San Francisco vào ngày 18 tháng 4. Sau khi hoàn tất sửa chữa và huấn luyện ôn tập, nó hộ tống thiết giáp hạm New Jersey (BB-62) và tàu tuần dương hạng nhẹ Biloxi (CL-80) đi Eniwetok, bắn phá đảo Wake trên đường đi. Nó tiếp tục hộ tống New Jersey đi đến Guam vào ngày 9 tháng 8, nơi họ nhận được tin tức về việc Nhật Bản đầu hàng theo những điều kiện mà Hội nghị Potsdam đưa ra, và do đó kết thúc cuộc xung đột. Con tàu lên đường hướng sang Nhật Bản, hộ tống các tàu vận tải chuyên chở Sư đoàn 4 Thủy quân Lục chiến, và gặp gỡ Đệ Tam hạm đội ngoài khơi Nhật Bản. Nó tiến vào vịnh Tokyo vào ngày 3 tháng 9 như một đơn vị thuộc Lực lượng Hải quân Đồng minh chiếm đóng Nhật Bản.
Trong suốt quá trình tham gia Thế Chiến II, Gatling đã di chuyển trên 175.000 mi (282.000 km) và bắn 77 tấn đạn pháo từ các khẩu pháo của nó. Nó đánh chìm hai tàu đối phương và bắn rơi hay trợ giúp bắn rơi tám máy bay Nhật Bản. Trong những nhiệm vụ cứu hộ, nó đã giúp cứu sống trên 400 thủy thủ và 37 thành viên các đội bay bị rơi xuống biển. Nó hoàn tất hai năm hoạt động mà không bị tổn thất một người nào bởi mọi lý do. Gatling được cho xuất biên chế vào ngày 16 tháng 7 năm 1946 và được đưa về Hạm đội Dự bị Đại Tây Dương, neo đậu tại Charleston, South Carolina

### 1951–1960
Sau khi Chiến tranh Triều Tiên bùng nổ do việc lực lượng Cộng sản tấn công Nam Triều Tiên, Gatling được cho nhập biên chế trở lại vào ngày 4 tháng 6 năm 1951 tại Charleston, South Carolina dưới quyền chỉ huy của Trung tá Hải quân W. J. Keating. Cho đến tháng 8 năm 1952, nó hoạt động ngoài khơi bờ biển Đại Tây Dương và tại khu vực Tây Ấn, trước khi đi đến Xưởng hải quân Philadelphia để được hiện đại hóa theo chương trình Hồi sinh và Hiện đại hóa Hạm đội (FRAM).
Vào mùa Thu năm 1952, Gatling khởi hành từ Căn cứ Hải quân Newport, Newport, Rhode Island để hướng sang Châu Âu như một đơn vị thuốc Khối NATO. Nó viếng thăm Scotland, Na Uy và Bỉ trong khuôn khổ cuộc tập trận Chiến dịch Mainbrace; rồi tiếp tục tham gia cuộc tập trận Chiến dịch Springboard, ghé qua St. Thomas, Virgin Islands và San Juan, Puerto Rico thuộc vùng biển Caribe. Chiếc tàu khu trục lại đi sang vùng biển Viễn Đông quen thuộc, đi đến Tokyo vào ngày 3 tháng 6 năm 1953 trước khi gia nhập Lực lượng Đặc nhiệm 77 để hỗ trợ lực lượng Liên Hợp Quốc tại Triều Tiên. Sau đó nó lên đường quay trở về nhà, đi ngang qua Manila, Sài Gòn, Singapore, Colombo, băng qua kênh đào Suez, ghé qua Pháp và Bồ Đào Nha rồi kết thúc chuyến đi vòng quanh thế giới tại Philadelphia vào mùa Hè năm 1953.
Sau khi được sửa chữa và huấn luyện tại vùng biển New England, Gatling khởi hành đi Bồ Đào Nha, Pháp và Ý. Nó băng ngược trở lại Đại Tây Dương và đi qua kênh đào Panama, đi đến Guayaquil, Ecuador vào ngày 7 tháng 10 năm 1955. Trong năm tiếp theo, nó viếng thăm Pháp và Cuba như một phần của hoạt động thường lệ.
Vào năm 1957, Gatling lại tham gia các cuộc tập trận của Khối NATO, thực tập tại Tây Ban Nha, Hy Lạp, Thổ Nhĩ Kỳ và Li băng. Những hoạt động tiếp theo đưa nó đến Anh và Tây Ban Nha một lần nữa, và trong năm 1958 đến San Juan và Cuba. Lượt hoạt động cuối cùng đưa nó đến các cảng Địa Trung Hải, Pakistan và Iran, trước khi nó quay trở về căn cứ tại Rhode Island vào ngày 11 tháng 10 năm 1959.
Gatling cuối cùng được cho xuất biên chế vào ngày 2 tháng 5 năm 1960 và đưa về Hạm đội Dự bị Đại Tây Dương, neo đậu tại Norfolk, Virginia. Tên nó được cho rút khỏi danh sách Đăng bạ Hải quân vào ngày 1 tháng 12 năm 1974, và bị bán để tháo dỡ vào ngày 22 tháng 2 năm 1977.

## Phần thưởng
Gatling được tặng thưởng tám Ngôi sao Chiến trận do thành tích phục vụ trong Thế Chiến II, và thêm một Ngôi sao Chiến trận trong Chiến tranh Triều Tiên.